# Robert Charlebois
Pour les articles homonymes, voir Charlebois.
Robert Charlebois, né le 25 juin 1944 à Montréal (Québec), est un auteur-compositeur-interprète, musicien et acteur québécois. Personnage polyvalent, il ne cesse de se réinventer au fil des années.
Parolier mais avant tout compositeur-interprète et homme de scène, il met en musique des textes de Réjean Ducharme, de Marcel Sabourin, de Claude Péloquin, de Claudine Monfette (Mouffe), d'Arthur Rimbaud, de Daniel Thibon, d'Alfred Jarry et de Marcel Beauchamp. Dans les années 1970, alors qu'il est édité par les disques Barclay, il effectue une tournée française houleuse avec Léo Ferré. Au cinéma, en 1967, il tient un rôle secondaire dans Entre la mer et l'eau douce, de Michel Brault. L'année suivante, il tient un premier rôle dans Jusqu'au cœur, de Jean Pierre Lefebvre. Il signe quelques musiques de film, dont, en 1970, celle du populaire Deux femmes en or, de Claude Fournier. En 1975, aux côtés de Terence Hill et Miou-Miou, il est la vedette du western spaghetti Un génie, deux associés, une cloche produit par Sergio Leone.
Il est considéré comme un des grands de la chanson québécoise,  aux côtés de Félix Leclerc et de Gilles Vigneault, avec lesquels il enregistre en 1974 le spectacle J'ai vu le loup, le renard, le lion, de Claude Léveillé et de Jean-Pierre Ferland, avec lesquels il enregistre en 1976 le spectacle 1 fois 5. Son influence est importante sur d'autres artistes, comme Daniel Boucher.
Pendant douze ans, il se consacre à la production de bière dans des  microbrasseries et est pendant quelque temps vice-président de la société Unibroue.
Il est récipiendaire de l'ordre national du Québec et de l'ordre du Canada.

## Biographie

### Enfance

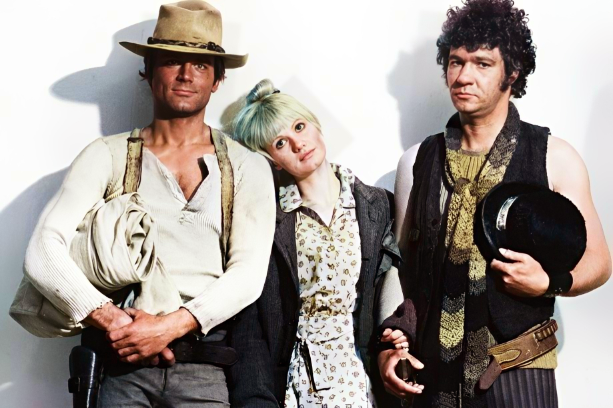
Aux côtés de Terence Hill et Miou-Miou en Italie, pour le tournage du film Un génie, deux associés, une cloche, en 1975.

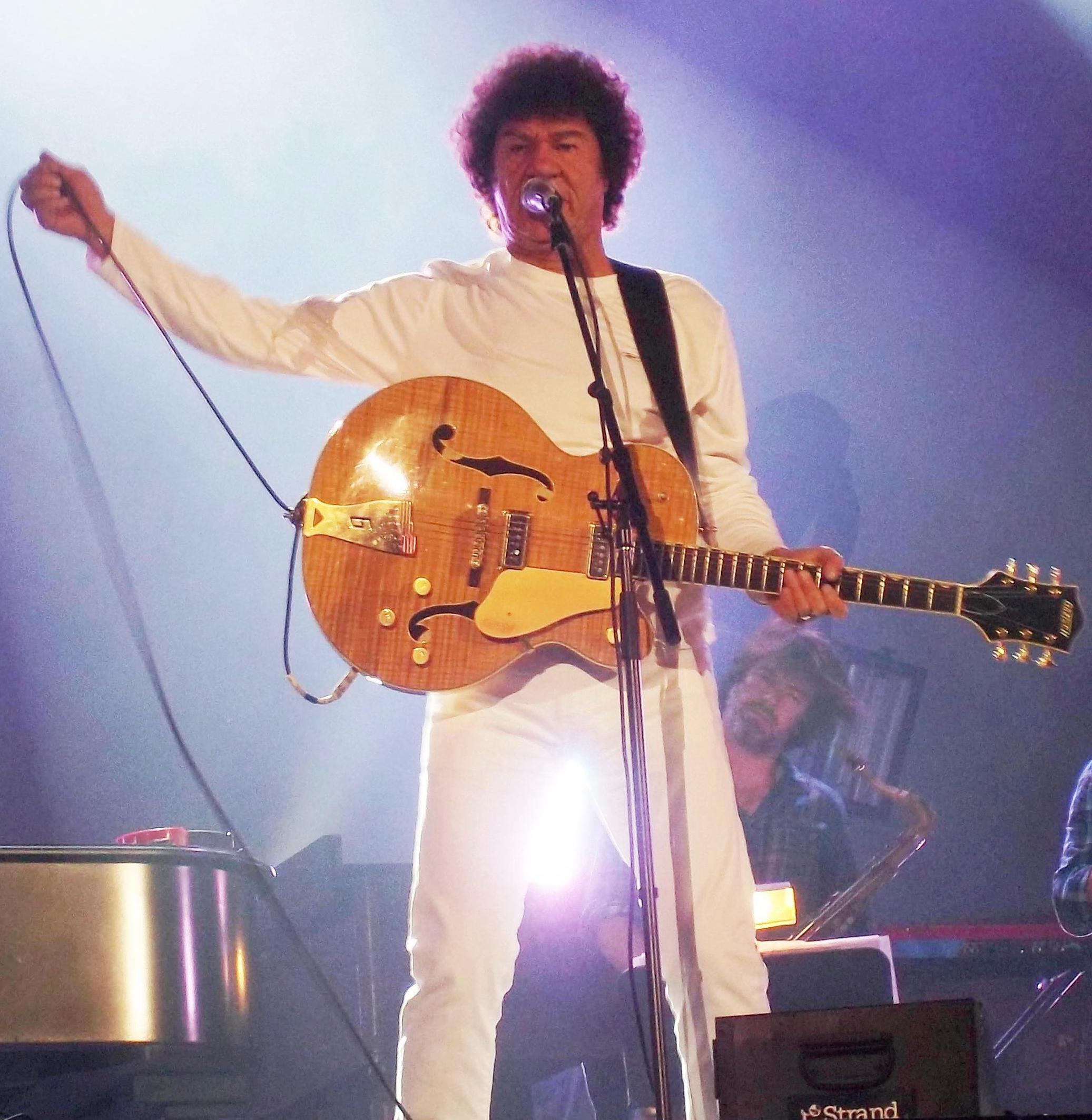
Aux FrancoFolies de Montréal
le 13 juin 2012

Issu de parents petits-bourgeois, Robert Charlebois est le fils du lieutenant Maurice Charlebois (ARC), ingénieur dirigeant une usine métallurgique d’outils de précision fournissant l’armée américaine, et de Germaine Guay, secrétaire.
En 1944, la famille Charlebois habite à Montréal, au 4849, rue Fabre (appartement 4),, dans l'actuel arrondissement du Plateau Mont-Royal. Initialement bon élève, malgré les fréquents changements d'école auxquels le contraignent les déménagements familiaux, Robert Charlebois est un enfant « timide, discret, taciturne ». Supportant mal la discipline rigoriste de l'école, il soigne sa mélancolie par le piano, instrument pour lequel il reçoit très tôt des leçons. 

### Formation théâtrale
Après sa rhétorique (sixième année du cours classique), il travaille durant quelques mois — avec Paul Buissonneau et Yvon Deschamps — à La Roulotte, théâtre itinérant de la Ville de Montréal pour amuser les enfants : c'est là qu'il « attrape le virus de la scène », si bien qu'en septembre 1962 il entre à l’École nationale de théâtre du Canada, où il étudie jusqu'à 1965. Il y rencontre Marcel Sabourin, dont il dit que c'est « le professeur le plus extraordinaire qu['il ait] eu » et qui écrit plus tard les paroles de plusieurs de ses chansons. 

## Le chanteur

### Débuts
Dès septembre 1962, il amorce une carrière de chansonnier et fait ses premières apparitions sur scène dans La Boîte à Clairette (Claire Oddera), où il passe en première partie des spectacles de Félix Leclerc, avec qui il chante à plusieurs reprises dans différents festivals. Il accompagne aussi au piano Jean-Guy Moreau. 
Il enregistre en 1965 un premier album qui lui vaut le titre de « découverte de l'année » au Festival du disque de 1966. Il joue dans deux comédies musicales, Ne ratez pas l'espion, d'Hubert Aquin et Claude Léveillée, et Il est une raison[réf. nécessaire]. Il crée la revue musicale Terre des bums à l'automne 1967.
À la suite d'un séjour de trois mois en Californie, sa musique est influencée par l’anticonformisme et la contre-culture. Son quatrième album, Robert Charlebois avec Louise Forestier, paraît en 1968, en pleine période psychédélique, et inclut notamment son succès Lindberg, dont les paroles sont de Claude Péloquin. Accompagné par le Quatuor de jazz libre du Québec, cet album réalise un alliage entre la poésie en joual (langue populaire du Québec) et les rythmes et sonorités du rock. En juin 1968, il se présente comme candidat du parti Rhinocéros à Longueuil pour les élections fédérales. En juillet, il remporte au festival de Spa le Grand Prix de la chanson française.

### L'Olympia en 1969
Le succès de la chanson Lindberg, qu'il chante avec Louise Forestier, le conduit à monter sur la scène de l'Olympia de Paris à la fin de mars 1969. Le duo s'y produit en première partie de la chanteuse Georgette Plana. Leur spectacle échevelé et la tenue de Charlebois, « mi-western mi-trappeur », déconcertent un public venu à l'Olympia pour applaudir cette chanteuse des années 1940. La situation se dégrade après une dizaine de jours : « après avoir, comme d'habitude, dédié son spectacle aux « pauvres Français » et copieusement craché sur la salle, Robert Charlebois a démonté une batterie et en a lancé les pièces dans le public » ,. Interviewé par Philippe Vandel (sur France Info, 27 décembre 2012), Robert Charlebois revient sur cet épisode en précisant que, ce jour-là, il rate tellement son solo que la caisse claire tombe de la scène et que, furieux qu'on baisse le rideau pendant qu'il finit de chanter, il jette carrément le reste de la batterie dans la salle.
Excédé par ce geste et sensible à l'agacement d'un public dérouté par le psychédélisme rock de Charlebois et sa « gang », Bruno Coquatrix, propriétaire de l'Olympia, fait annuler les spectacles de la troupe québécoise. 

### Le succès
Ce premier épisode mouvementé de Charlebois en France contribue largement à établir sa réputation. Les années qui suivent sont fastes et les succès s'enchaînent : Dolorès (inspirée de Dolorès Monfette), Tout écartillé, Québec Love, Te v'là, Les Ailes d'un ange, Miss Pepsi, Mon pays, ce n'est pas un pays c'est un job, Mr. Plum, Fu Man Chu, Conception, Ent' deux joints, Je rêve à Rio.
En septembre 1970, il attire 50 000 personnes sur la place des Nations à Montréal. 
Retournant sur la scène de l'Olympia en octobre 1972, il est ovationné par le public. L'année suivante marque sa consécration par la critique française qui le décrit comme « mélangeant les syllabes et modelant les sons pour en faire quelque chose qui n'existait pas encore, la rock music en langue française ». En 1976, il donne douze représentations au Palais des congrès de Paris et ravit la critique.
De cette époque féconde sur le plan de la créativité restent comme des classiques Ordinaire et, en France notamment, Je reviendrai à Montréal. Il déçoit toutefois certains critiques avec ses albums Swing Charlebois Swing et Longue distance et, lors de sa tournée en France en 1979, il ne remplit plus les salles qu'à moitié. Avec les années, le chanteur révolutionnaire des débuts connaît la paternité avec un fils nommé Victor et prend goût au golf. En 1981, Nathalie Petrowski exprime sa désillusion : « Charlebois n'a jamais été un agent de changement social, il a seulement été le miroir d'un moment […], un amuseur public poids plumes, un démobilisateur avec un sens inné du rythme, un phrasé unique, un talent pour les mélodies et un sens de l'humour plutôt léger ». Charlebois reste cependant très populaire en France, où il triomphe à l'Olympia en janvier 1983. Invité en septembre 1983 à la Fête de l'Humanité, il se fait remarquer par son appel à une minute de silence pour les victimes de la destruction du Boeing sud-coréen par la chasse soviétique. Il reste en France la superstar emblématique du Québec jusque vers la fin des années 1990.
Robert Charlebois subit un malaise durant les répétitions pour un spectacle qu'il devait donner en mai 2024 à Joliette. Le concert est annulé.

## La vedette de cinéma
Dès 1967, il tient son premier rôle au cinéma dans le film Entre la mer et l'eau douce, de Michel Brault. En 1968, il fait la musique et joue dans Jusqu'au cœur, de Jean-Pierre Lefebvre.
Lors d'un spectacle en marge du festival de Cannes 1972, il attire l'attention de Sergio Leone, qui lui propose un rôle dans un film dont il écrit le scénario : Un génie, deux associés, une cloche. Après ce film, qui sort en 1975, Charlebois joue dans une dizaine de films.

## Le brasseur d'affaires
En 1992, Charlebois achète 20 % de la compagnie Unibroue, une microbrasserie qui commercialise des bières — La Maudite, La fin du monde, La Gaillarde — dont il n'hésite pas à vanter les mérites lors de ses spectacles,. Il devient vice-président de la compagnie en 1994.
Il s'investit pour la première fois dans une cause humanitaire en octobre 2003 en donnant un spectacle au bénéfice du Regroupement des magasins-partage.

## Le romancier
En 1999, il publie On dirait ma femme… en mieux, un roman qui se veut « à la fois drôle et romantique, cynique et grivois » tout en enfilant les lieux communs et fort mal écrit, décevant la critique en France comme au Québec.

## Hommages
En 1994, Robert Charlebois est nommé « parrain du Patriote » pour le 50e anniversaire de fondation du théâtre Le Patriote de Saint-Agathe.
Entre 2020 et 2023, Robert Charlebois, après une tournée pour ses 50 ans de carrière, se lance dans une série de concerts intitulés « Robert en Charleboiscope » reliant ainsi des images d’archives et ses chansons.

## Discographie

### Albums

#### Albums studio
- 1965 Vol. 1 (Sélect SSP-24 131 ou SP-12131. Réédition SPCD-4131)
- 1966 Vol. 2 (SSP-24,147 / SP-12,147. Rééd. 1993, SPCD-2147)
- 1967 Robert Charlebois (Gamma GS-115)
- 1968 Robert Charlebois avec Louise Forestier (aussi connu sous le titre Lindberg, avec Louise Forestier)  (GS-120. Rééd. 1991, GCD-277 / 2006, AGEK-2211)
- 1969 Québec Love  (GS-136, Rééd. 1991, GCD-278. 2006, AGEK-2212)
- 1971 Un gars ben ordinaire (avec Mouffe)  (GS 144. Rééd. 1991, GCD 279. 2006, AGEK-2213)
- 1971 Robert Charlebois (aussi connu sous le titre Le Mont Athos)  (GS-146. Rééd. 1991, GCD-280)
- 1972 Charlebois (aussi connu sous le titre Fu Man Chu)  (Barclay 80123. Rééd. 1992, Musicor SN-807).
- 1973 Solidaritude  (Barclay-80173. Rééd. Solution SNC-947.
- 1974 Charlebois (aussi connu sous le titre Je rêve à Rio)  (Barclay-80200. Rééd. SN C 948)
- 1976 Longue Distance  (Solution-Kébec Disc SN-905)
- 1977 Swing Charlebois Swing (SN-939)
- 1979 Solide  (SN-964)
- 1981 Heureux en amour ?  (SN-531)
- 1983 Robert Charlebois (Aussi connu sous le titre J't'aime comme un fou) (SN-801)
- 1985 Super Position  (SN-802)
- 1987 Charlebois, volume un (Nouveaux enregistrements; SN-803. Réédition: 2007, SNC 803)
- 1988 Dense (SNC-804)
- 1992 Immensément  (SN-805)
- 1992 Cartier (l'opérock) (avec Jo Lemaire, Pauline Martin)  (Musicor SNC-806)
- 1996 Le Chanteur masqué  (Garou SNC-810)
- 2001 Doux Sauvage  (La Tribu TRIB 21613)
- 2010 Tout est bien  (TRIB CD 7305, sorti en France en 2012)
- 2019 Et voilà  (La Tribu TRIB)
- 2021 Charlebois à Ducharme  (La Tribu TRIB)

#### Albums live
- 1975 J'ai vu le loup, le renard, le lion, double album enregistré en 1974 à Québec, sur les plaines d'Abraham, lors de la Superfrancofête, avec Félix Leclerc et Gilles Vigneault
- 1976 1 fois 5, enregistré cette année-là les 21 et 24 juin, respectivement à Québec, au parc du Bois-de-Coulonge, et  à Montréal, sur le mont Royal, à l'occasion de la Fête nationale du Québec, avec Gilles Vigneault, Claude Léveillée, Yvon Deschamps et Jean-Pierre Ferland
- 1977 Live de Paris, double album enregistré les 7 et 8 décembre 1976 au Palais des congrès de Paris (rééd. en double CD)
- 1995 La Maudite Tournée, double CD enregistré au Spectrum de Montréal
- 2006 Au National, coffret de 2 CD

### Simples
- 1965 Gudule – Divertimento (Carnaval matrice CT-33873/4)
- 1966 Chanson pour mouffe
- 1968 Demain l'hiver – C'est pour ça (Gamma AA-1020)
- 1968 Lindberg (avec Louise Forestier) Paroles de Claude Péloquin[13] – California (AA 1026)
- 1968 Down in the South – La Fin du monde (extrait du spectacle L'Osstidcho avec Louise Forestier, Mouffe et Yvon Deschamps) (AA 1034)
- 1969 B.O.F. Jusqu'au cœur (par Mouffe) – Cœur en chômage (Mme Bertrand) (avec Mouffe) (AA 1036)
- 1969 Tout écartillé – Phébus et Borée (AA 1044)
- 1969 Demain l'hiver – Marie Noël (AA 1058)
- 1969 Québec sait faire (par Marthe Fleurant – Jouez Québec (Disque promo., Gouvernement du Québec) (CT-36423/4)
- 1969 La Marche du président
- 1970 Miss Pepsi (avec Mouffe) – Deux femmes en or (AA 1076)
- 1970 Les Ailes d'un ange – Te v'là (AA 1063)
- 1970 Ordinaire – Mon pays (AA 1081)
- 1970 Sensation 1 – Sensation 2 (GA 5003)
- 1971 Le Violent seul (Chu tanné) – Beige neige (AA 1108)
- 1971 Dolorès – Ya sa pichou (AA 1130)
- 1972 La Valse Reno – Complainte de presqu'Amérique (AA 1139)
- 1972 Conception – Le Mur du son (Barclay 60207)
- 1972 Fu Man Chu
- 1972 Halloween in Hollywood – The greatest idea (Barclay 30014)
- 1973 Cauchemar – Adieu alouette (Barclay 60257)
- 1973 Entr' deux joints – Avril sur mars (Barclay 60273)
- 1974 Conception – Cauchemar (Barclay OR-2001, réédition)
- 1974 Je rêve à Rio – Manche de pelle (Barclay 60300)
- 1975 Tendresse et amitié – Qué-Can Blues (Barclay 60318)
- 1975 B.O.F. L'Agression (instr.) – Sombres vacances (instr.) (Disc' Az SG 537)
- 1976 Cartier (Jacques)
- 1976 The Frog Song – Discobol (SN 9002)
- 1976 Je reviendrai à Montréal – Mon ami Fidel (SN 9008)
- 1976 Sombres vacances – Confrontation (instr.) (SN 9009)
- 1976 Punch créole
- 1977 Coup de soleil – Une autre… une autre (SN 9024)
- 1979 St-Jérôme – Katabolo (SN 9043)
- 1981 Moi Tarzan, toi Jane
- 1981 Meurs pas – Amour fiction (RCA PB 8685)
- 1982 Heureux en amour
- 1982 J't'aime comme un fou – J'ai de la misère avec les femmes (SN 8301)
- 1982 News – J'ai de la misère avec les femmes (RCA DB 61052)
- 1983 Les Talons hauts
- 1983 B.O.F. Fais semblant – La Fiancée qui venait du froid (instr.) (RCA PB 61233)
- 1987 Champion – Champion (v. longue) (SN 8306)
- 1987 Tatari – Tatari (instr.) (SN 8307) Thème du festival Juste pour rire
- 1989 Silence on danse
- 1992 Indépendantriste

### Compilations

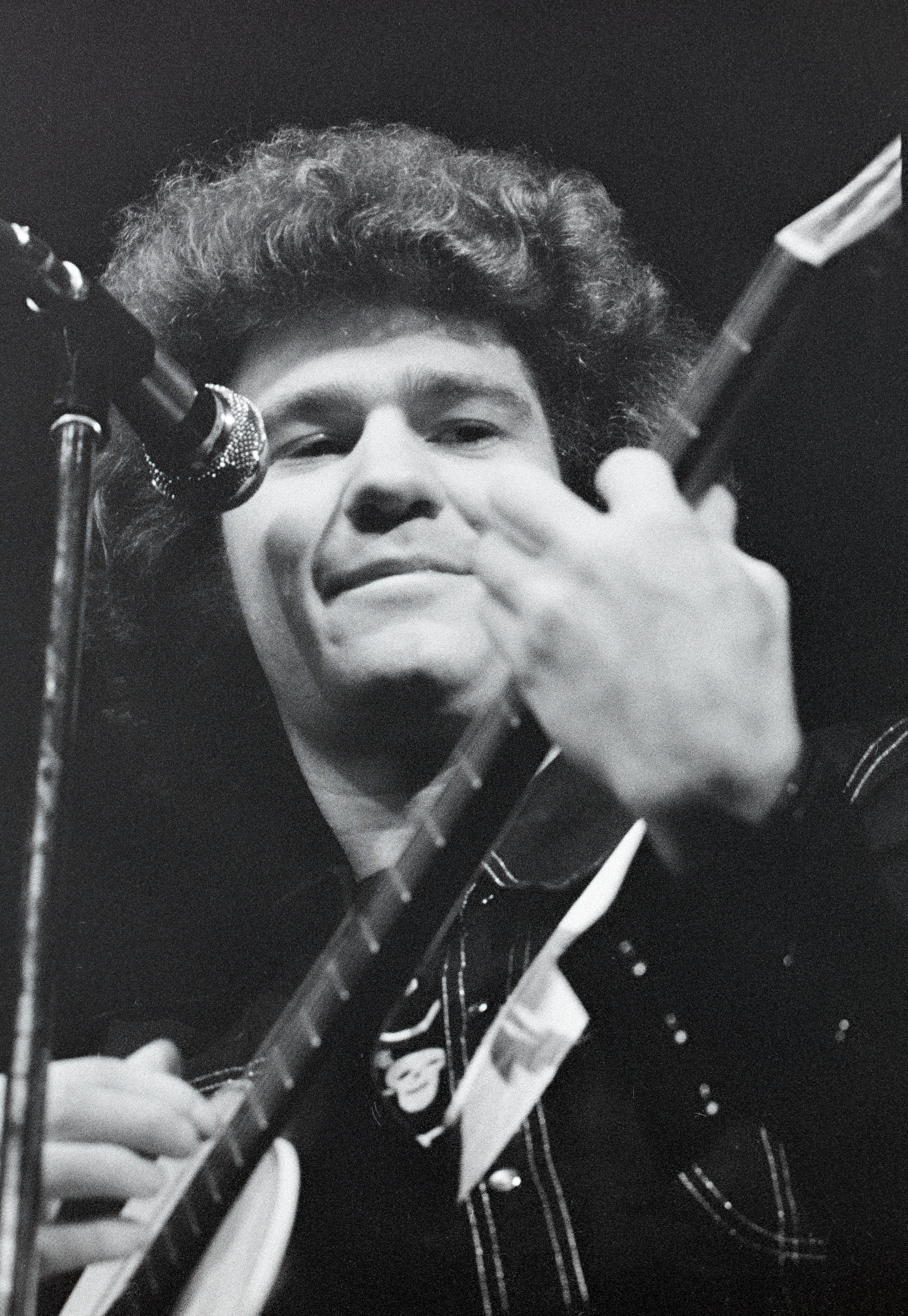
Robert Charlebois à Montréal en 1972.

- 1972 Les Grands Succès de Robert Charlebois volume 1 - (G2-1003)
- 1972 Les Grands Succès de Robert Charlebois volume 2 - (G2-1016)
- 1975 Les Grands Succès Barclay vol. 21 - (Barclay-75021)
- 1976 Charlebois, album souvenir - (LT 805. Réédition: 2002, AGEK-2374)
- 1977 L'Histoire de Robert Charlebois - (G3 601. Réédition: 2002, SPLK2-8042)
- 1978 Charlebois, disque d'or volume 1 - (SNX-945)
- 1978 Charlebois, cauchemar - (SNX-947/948)
- 1978 Charlebois, compilation Prom-Tel - Disque 1 - (PTL-6508-A)
- 1978 Charlebois, compilation Prom-Tel - Disque 2 - (PTL-6508-B)
- 1978 Charlebois, compilation Prom-Tel - Disque 3 - (PTL-6508-C)
- 1990 Charlebois, collection souvenir - Disque 1 - (CS-2-6101)
- 1990 Charlebois, collection souvenir - Disque 2 - (CS-2-6119)
- 1991 Charlebois, volume deux (SNC 975-2)
- 1991 Charlebois, volume trois (SNC 975-3)
- 1991 1re période (coffret des 3 disques : Charlebois, volume un [nouveaux enregistrements], Charlebois, volume deux, Charlebois, volume trois)
- 1993 Robert Charlebois (collection Québec Love la collection) (GCD-501 Réédition: 1998, AGEK-2201 sans les titres Jouez Québec et Archipel)
- 2004 Ses plus belles chansons - (8645982)
- 2005 Tout écartillé (coffret 4 CD) - (UBX107-04)
- 2008 Le Meilleur du pire de Charlebois - volume 1 - (TRICD7278)
- 2013 50 ans, 50 chansons

### Collaborations
- 1966 Chansonniers du Canada (RM-153)
- 1967 Terre des Bums (avec Jean-Guy Moreau et Mouffe)  (Phonodisc PHL-5006, non réédité)
- 1970 Renée Claude - Le Début d'un temps nouveau (participation sur La Fin du monde) (Barclay 80087)
- 1974 J'ai vu le loup, le renard, le lion (avec Gilles Vigneault et Félix Leclerc) (triple album enregistré à la Superfrancofête de Québec, réédité en double CD)
- 1976 1 fois 5 (double album avec Gilles Vigneault, Claude Léveillée, Jean-Pierre Ferland et Yvon Deschamps, rééd. 1 CD)
- 1976 Sur l'album live Gilles Vigneault chante avec Robert Charlebois et Félix Leclerc (au 1er Festival mondial de la jeunesse), chante avec eux Quand les hommes vivront d'amour et La Marche du président. (L'Escargot-CBS ESC 339)
- 1979 Radio Star - Pots-pourris de Robert Charlebois, Jean-Pierre Ferland, Nicole Martin, Ginette Reno, Pierre Lalonde et autres artistes, pour le 25e anniversaire de la station de radio CJMS (Disques Martin MT-25)
- 19xx : Le Québec en Action (C 2452/2453)
- 1980 Émilie Jolie. Robert Charlebois interprète La Chanson de la Compagnie des lapins bleus et la reprise du même morceau) (KD-993/994)
- 1983 Ma première chanson - (Participation avec d'autres artistes. Robert Charlebois interprète Je suis monté (KD-993/994 ou WEA 723 656)
- 1985 B.O.F Lune de miel (instrumental sauf 4 titres chantés par Robert Charlebois) (Philips 826 386-1)
- 1992 Au nom de l'Amour (artistes divers). Chante Je suis venu te dire que je m'en vais (ANL CD 666)
- 1995 Pierre Bachelet - La Ville ainsi soit-il. Chante Fatalité  (Ariola 74321296932)
- 1996 La Mémoire des boîtes à chansons (artistes divers). Album enregistré au Spectrum de Montréal en mai 1996. Chante Monument national (DisQuébec-2-1108)
- 1996 En duo avec David McNeil sur Vous souvenez-vous Louisa ? sur son album Olympia 97  (Virgin 7243 8442942 3)
- 1997 Hollywood Olympia 97 (Artistes divers)  (SA 4070)
- 1997 Michael Burgess - A place in the sun (interprétation de la pièce Je reviendrai à Montréal.  (ACD 1479)
- 1997 Si Noël vous chante (artistes divers accompagné par Les Petits Chanteurs du Mont-Royal) Chante Noël blanc avec Daniel Lavoie et Marie-Noël.  (Gestion Son Image GSIC 993)
- 2003 Petite-Vallée (Artistes divers). Interprétation de la pièce Miss Pepsi en duo avec Sophie Tremblay  (PDLCD-7182)
- 2003 Le Temps d'une chanson, le temps de dire je t'aime (artistes divers). Disque hommage à Claude Léveillée. Interprétation de la pièce Les vieux pianos en duo avec André Gagnon  (Aube CD 0306)
- 2003 En duo avec Diane Dufresne sur J'ai rencontré l'homme de ma vie sur sa compilation Merci (Epm 3015852)
- 2008 Renée Martel - L'Héritage (participation)  (MQM CD 2388)

## Spectacles

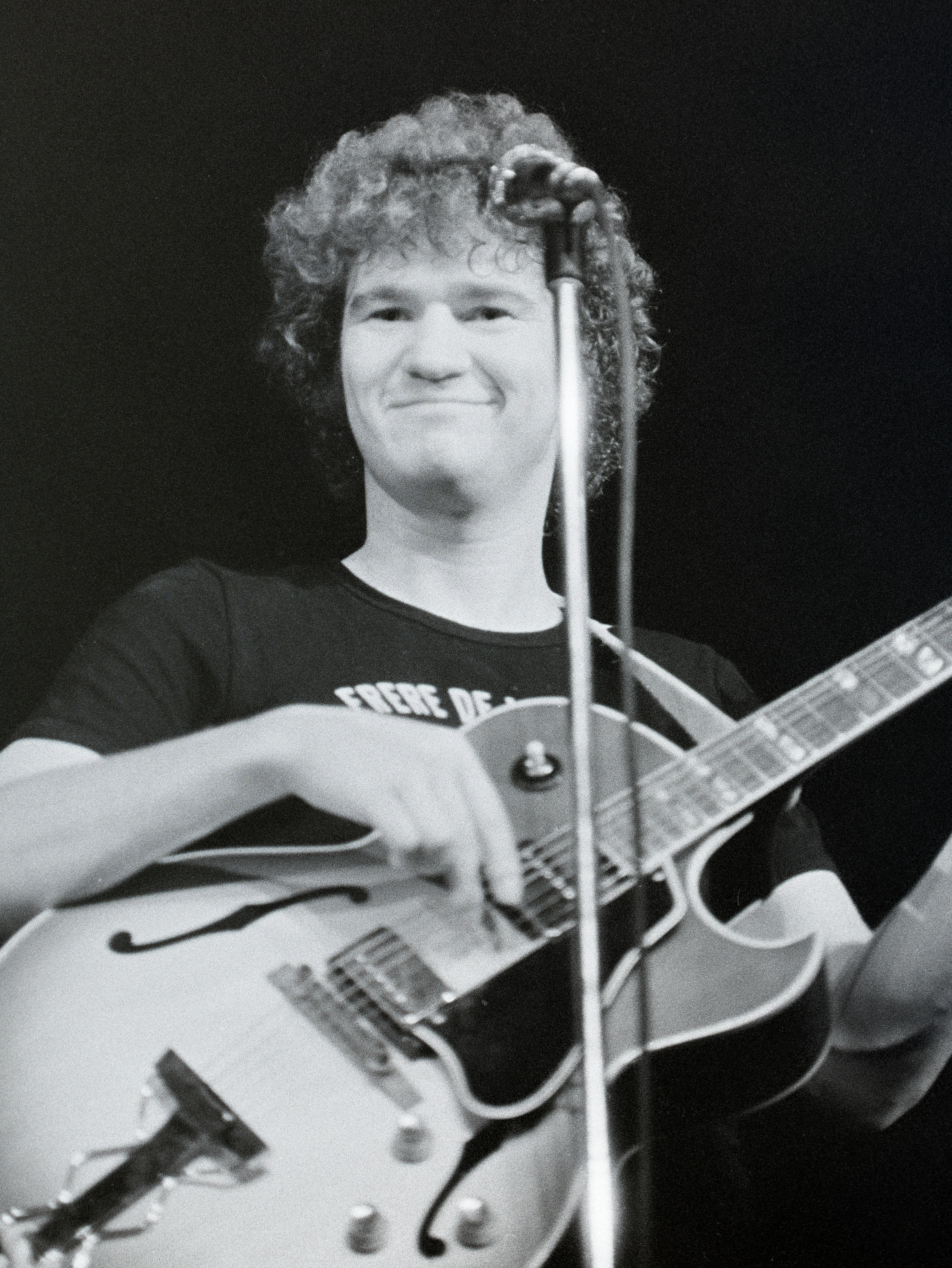
Robert Charlebois à Montréal en 1972.

- 1960 : se produit sur scène avec Jean-Guy Moreau et pour la première fois Félix Leclerc.
- 1966 : 
  - Ne ratez pas l'espion, de Louis-Georges Carrier.
  - Terre des Bums, revue avec Jean-Guy Moreau et Mouffe.
- 1968 : 
  - L'Osstidcho : spectacle total au Théâtre de Quat'sous[40].
  - Peuple à genoux, revue avec Mouffe, le Quatuor de jazz libre du Québec, Yvon Deschamps et Louise Forestier .
  - Représente le Québec au Cinquième Festival International de la Chanson Française.
  - Tournée musicale dans le cadre de sa présentation sous la bannière du Parti du rhinocéros contre Jean-Pierre Côté dans la circonscription de Longueuil il obtient 354 voix[41].
- 1969 : L'Osstidcho meurt au Palais Montcalm.
- 1970 : le Festival Express en train le long de Route transcanadienne avec des artistes comme The Grateful Dead, Janis Joplin, The Band.
- 1973 : tournée en France avec Léo Ferré.
- août 1974 : Le Festival international de la jeunesse francophone, la Superfrancofête, qui a lieu à Québec et à Sainte-Foy du 13 au 24 août . L'événement, lui permet de créer des liens entre les citoyens de la communauté francophone internationale, en plus d'artistes comme Félix Leclerc, Gilles Vigneault et aussi des hommes politiques comme Pierre Elliott Trudeau, René Lévesque et Robert Bourassa.
- Après des tournées en France en 1969, 1970 à l'Olympia en 1972, 1973 et 1974 ; de 1974 à 1976 en congé sabbatique .
- 1976 : 
  - aux fêtes de la Saint-Jean au Mont-Royal ,
  - et au village olympique de Montréal.
  - Tournée au Québec et en France, dix concerts au Palais des Congrès.
- 1983 :
  - ouverture du Festival d'été de Québec
- 1989 : 
  - lors du Festival d'été de Québec avec Louise Forestier ,
  - aux fêtes de la st-Jean à Montréal.
- 2016
  - A l’occasion de ses 50 ans de carrière, il remonte sur scène pour un concert électroacoustique accompagné de cinq musiciens afin de reprendre ses plus grands classiques. Il est le 11 et le 12 avril sur la scène de Bobino avant une tournée à travers toute la France en novembre / décembre 2016.

## Extrait de sa filmographie

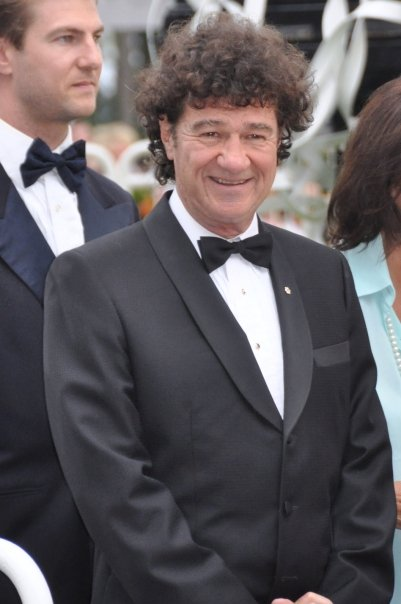
Robert Charlebois au festival de Cannes 2009.

- 1967 : Entre la mer et l'eau douce, de Michel Brault avec Geneviève Bujold, Claude Gauthier
- 1968 : Jusqu'au cœur, de Jean-Pierre Lefebvre. Il en a fait la musique et il y joue un rôle[13]
- 1969 : À soir on fait peur au monde, de François Brault et Jean Dansereau (1969) avec Mouffe, Louise Forestier et le Quatuor de jazz libre du Québec[42]
- 1975 : Un génie, deux associés, une cloche (Un genio, due compari, un pollo), de Damiano Damiani, Sergio Leone avec Terence Hill, Miou-Miou
- 1975 : L'Agression, de Gérard Pirès avec Jean-Louis Trintignant, Catherine Deneuve
- 1983 : La Fiancée qui venait du froid, de Charles Nemes avec Thierry Lhermitte, Barbara Nielsen
- 1985 : Les Longs Manteaux, de Gilles Béhat avec Bernard Giraudeau
- 1986 : Sauve-toi, Lola, de Michel Drach avec Carole Laure, Jeanne Moreau et Sami Frey
- 2000 : On n'est pas là pour s'aimer (TV), de Daniel Janneau, (+ musique)
- 2011 : French Immersion (C'est la faute à Trudeau), de Kevin Tierney
- 2012 : Un bonheur n'arrive jamais seul, de James Huth : Jean-Seb Bigstone.
- 2013 : Gabrielle, de Louise Archambault

## Livre
- On dirait ma femme… en mieux, roman paru en 1999. Les Éditions Internationales Alain Stanké, 1999, Éditions Robert Laffont S.A., Paris pour la France, la Belgique et la Suisse, 1999  (ISBN 2-266-09871-3)

## Distinctions

### Gala de l'ADISQ

#### artistique
| Année | Catégorie                                                                 | Pour                                                                           | Résultat   |
| ----- | ------------------------------------------------------------------------- | ------------------------------------------------------------------------------ | ---------- |
| 1981  | chanson de l'année                                                        | Moi Tarzan, toi Jane (avec Luc Plamondon)                                      | nomination |
| 1982  | interprète masculin de l'année                                            | Robert Charlebois                                                              | nomination |
| 1982  | microsillon de l'année/auteur et/ou compositeur-interprète                | Heureux en amour                                                               | nomination |
| 1983  | artiste s'étant le plus illustré hors Québec                              | Robert Charlebois                                                              | nomination |
| 1983  | chanson de l'année                                                        | J't'aime comme un fou (avec Luc Plamondon)                                     | lauréat    |
| 1983  | chanson de l'année                                                        | Les Talons hauts (avec Luc Plamondon)                                          | nomination |
| 1983  | interprète masculin de l'année                                            | Robert Charlebois                                                              | nomination |
| 1983  | microsillon de l'année/auteur et/ou compositeur-interprète                | Robert Charlebois                                                              | lauréat    |
| 1984  | interprète masculin de l'année                                            | Robert Charlebois                                                              | nomination |
| 1984  | spectacle de l'année - musique et chansons                                | J't'aime comme un fou                                                          | lauréat    |
| 1985  | auteur et/ou compositeur de l'année                                       | Robert Charlebois et Claude Péloquin pour C'est pas physique, c'est électrique | nomination |
| 1985  | chanson de l'année                                                        | C'est pas physique, c'est électrique                                           | nomination |
| 1985  | interprète masculin de l'année                                            | Robert Charlebois                                                              | nomination |
| 1985  | microsillon de l'année - pop                                              | Super position                                                                 | nomination |
| 1986  | interprète masculin de l'année                                            | Robert Charlebois                                                              | nomination |
| 1989  | chanson populaire de l'année                                              | Silence on danse                                                               | nomination |
| 1989  | interprète masculin de l'année                                            | Robert Charlebois                                                              | nomination |
| 1990  | spectacle de l'année - pop/rock                                           | Dense                                                                          | nomination |
| 1993  | prix hommage                                                              | Robert Charlebois                                                              | lauréat    |
| 1994  | interprète masculin de l'année                                            | Robert Charlebois                                                              | nomination |
| 1994  | spectacle de l'année - auteur-compositeur-interprète                      | La maudite tournée                                                             | nomination |
| 1996  | artiste québécois s'étant le plus illustré hors Québec                    | Robert Charlebois                                                              | nomination |
| 1997  | album de l'année - pop/rock                                               | Le Chanteur masqué                                                             | nomination |
| 2002  | album de l'année - folk contemporain                                      | Doux sauvage                                                                   | lauréat    |
| 2002  | auteur ou compositeur de l'année                                          | Robert Charlebois                                                              | nomination |
| 2003  | spectacle de l'année - auteur-interprète-interprète                       | Doux sauvage brasse                                                            | nomination |
| 2006  | spectacle de l'année - auteur-interprète-interprète                       | Tout écartillé                                                                 | nomination |
| 2007  | album de l'année - rock                                                   | Charlebois au National - tout écartillé                                        | nomination |
| 2019  | album de l'année - adulte contemporain                                    | Et voilà                                                                       | nomination |
| 2020  | spectacle de l'année - auteur/autrice-compositeur/compositrice-interprète | Robert en CharleboisScope                                                      | lauréat    |

#### industriel
| Année | Catégorie                          | Pour                                                                                                  | Résultat   |
| ----- | ---------------------------------- | --- | ---------- |
| 1998  | metteur en scène de l'année        | Robert Charlebois pour Raconte-moi, Gelsomina, de Claude Dubois, Christian Durocher et Louise Marleau | nomination |
| 2002  | scripteur de spectacles de l'année | Robert Charlebois pour Charlebois doux sauvage                                                        | nomination |
| 2006  | metteur en scène de l'année        | Robert Charlebois et Claude Larivée pour Tout écartillé                                               | nomination |
| 2006  | scripteur de spectacles de l'année | Robert Charlebois pour Tout écartillé                                                                 | nomination |
| 2009  | metteur en scène de l'année        | Robert Charlebois pour Il était une fois… la Boîte à chansons, d'artistes variés                      | nomination |
| 2009  | scripteur de spectacle de l'année  | Robert Charlebois pour Il était une fois… la Boîte à chansons, d'artistes variés                      | nomination |

### Autres prix
- 1965 : Découverte de l'année pour l'émission Jeunesse oblige, Prix spécial au Festival du disque pour La boulée.
- 1969 : le Prix Félix-Leclerc au Festival du disque.
- 1970 : Le Premier prix au 10e Festival de la musique de Sopot.
- 1973 : Médaille d'or des Olympiades de la chanson.
- 1974 : Grand prix lors du Le Festival international de la jeunesse francophone de Spa.
- 1975 : le Prix de la Ville de Paris.
- 1977 : le prix de l'Académie Charles-Cros.
- 1996 : la Médaille de Vermeil de l'Académie française.
- 2003 : le prix William Harold Moon  .
- 2010 : Entre au Panthéon des auteurs et compositeurs canadiens[63] pour ses chansons Demain L'Hiver, Fu Man Chu, Les ailes d'un ange, Lindberg et Ordinaire.
- 2021 : décoré de l'ordre des Arts et des Lettres du Québec[64]

## Hommages
- La rue Charlebois est ainsi nommée en son honneur, en 1977, dans l'ancienne ville de Beauport , fusionnée avec la ville de Québec en 2002[65].